# 梭戛苗族彝族回族乡
梭戛苗族彝族回族乡是中华人民共和国贵州省六盤水市六枝特区下辖的一个民族乡。

## 行政区划
梭戛苗族彝族回族乡下辖以下村级行政区划单位：
平寨村、中寨村、顺利村、乐群村、安柱村、沙子村和高兴村。